# Elecciones generales de las Islas Feroe de 1998
Elecciones generales tuvieron lugar en las Islas Feroe el 30 de abril de 

## Resultados
| Party | Party                     | Votos  | %     | Escaños |
| ----- | ------------------------- | ------ | ----- | ------- |
|       | República                 | 6,584  | 23.8% | 8       |
|       | Partido Popular           | 5,886  | 21.3% | 8       |
|       | Partido de la Igualdad    | 6,063  | 21.9% | 7       |
|       | Partido Unionista         | 4,995  | 18.0% | 6       |
|       | Partido del Autogobierno  | 2,116  | 7.6%  | 2       |
|       | Partido de Centro         | 1,125  | 4.1%  | 1       |
|       | Partido Cristiano Popular | 698    | 2.5%  | 0       |
|       | Unión de Trabajadores     | 215    | 0.8%  | 0       |
| Total | Total                     | 31,601 | 100.0 | 32      |

- Datos: Q5202328